# Ludwig Waigand
Ludwig Waigand (* 15. September 1866 in Kützberg im Landkreis Schweinfurt; † 7. Januar 1923 in Bremen) war ein deutscher Schriftsetzer und Politiker (SPD). Er war unter anderem  Bürgerschaftsabgeordneter in Bremen und Reichstagsabgeordneter.

## Biografie

### Jugend und Ausbildung
Waigand war der Sohn eines Steinhauers. Er besuchte die Volksschule, absolvierte eine Lehre als Schriftsetzer und besuchte Fortbildungsschule in Arnstein. Später war er einige Jahre lang in verschiedenen Druckereien an verschiedenen Orten tätig. 1889 kam er nach Bremen und heiratete 1893.

### Politische Tätigkeit in Kaiserreich und Weimarer Republik
Waigand wurde Mitglied der Gewerkschaft. In den 1890er Jahren schloss er sich der Sozialdemokratischen Partei Deutschlands (SPD) an und wurde bald Parteifunktionär. Für die SPD gehörte er von 1902 bis 1923 der Bremer Bürgerschaft an. Dort gehörte er von 1903 bis 1910 dem linken Parteiflügel an, anschließend der reformerischen Parteigruppierung. In der Bremer SPD war er lange Jahre Mitglied der Jugend- sowie der Zeitungskommission. 1906 war er Mitgründer der Konsumgenossenschaften Vorwärts. Er arbeitete zudem als Schriftsetzer für die Bremer Bürgerzeitung und zeitweise auch als Redakteur. 1912 wurde er zum Bezirkssekretär für den Bezirk Hamburg-Nordwesten ernannt. 1914 arbeitete er auch im Zentralhilfeausschuss des Deutschen Roten Kreuzes mit. Im Ersten Weltkrieg unterstützte Waigand die Linie der SPD-Parteiführung zur Unterstützung der Kriegspolitik der Reichsregierung und er schloss sich bei der Spaltung der Partei der MSPD unter Friedrich Ebert und Philipp Scheidemann an.
1919/20 war Waigand Mitglied der verfassungsgebenden Bremer Nationalversammlung und er gehörte hier dem wichtigen Verfassungsausschuss an. Bei der Reichstagswahl vom Juni 1920 wurde Waigand als Kandidat der SPD für den Wahlkreis 16 (Weser-Ems) in den ersten Reichstag der Weimarer Republik gewählt, dem er bis zu seinem Tod im Januar 1923 angehörte. Daneben war Waigand weiterhin Mitarbeiter sozialistischer Zeitungen wie der Bremer Bürger Zeitung. 1922 war er Mitbegründer des Deutschen Republikanischen Reichsbundes. Er verfasste zudem einige Erzählungen.